# Tirepied
Tirepied település Franciaországban, Manche megyében. Lakosainak száma 841 fő (2016. január 1.). Tirepied Braffais, La Chaise-Baudouin, La Gohannière, Plomb, Ponts, Saint-Brice, Saint-Georges-de-Livoye, Saint-Senier-sous-Avranches és Vernix községekkel határos.

## Népesség
A település népessége az elmúlt években az alábbi módon változott:
| Lakosok száma | 789  | 802  | 841  |
|               | 2013 | 2015 | 2016 |